# Adieu Gary
Adieu Gary è un film del 2009 diretto da Nassim Amaouche.

## Trama
In una città abbandonata nel sud della Francia, dove le fabbriche hanno chiuso, rimangono alcune persone a vivere e a lavorare per riparare i vecchi macchinari. Tra questi Francis, operaio, e i suoi due figli. I ragazzi, orfani della madre algerina, sentono un attaccamento alle origini che cercano di recuperare andando a scuola di arabo. Parlano della nostalgia del "bled" senza mai averlo visto. Con loro c'è anche Maria, che vive sola con il figlio José, così convinto di essere il figlio di Gary (Cooper) da aspettarsi ogni giorno di vederlo riapparire tra le strade semideserte di questa città fantasma che ricorda la scenografia di un western contemporaneo. Quando Francis e il figlio Samir riescono a far ripartire la macchina nella fabbrica, il rumore attira gli altri operai e quel luogo riprende vita.

## Produzione
Il film è stato girato nella Cité blanche del comune di Le Teil nell'Ardèche, un ex quartiere operaio della cementeria del Gruppo Lafarge aperta nel 1868.

## Riconoscimenti
- Festival di Cannes 2009 (Grand Prix de la Semaine de la Critique)